# DR Radiodrama
DR Radiodrama er DR's fiktionsafdeling for radioen, hvor der produceres dramatik til P1.
Siden Statsradiofoniens oprettelse i 1925 har man produceret udsendelser. Dette foregik i form af hørespil under navnet Radioteatret frem til 2001 hvor det nye navn Radiodrama bliver indført, for at lægge en afstand til teaterets scenekunst, og i stedet nærme sig film og fjernsynets dramatiske format.
I dag producerer DR Radiodrama 30 timers ny radiodramatik årligt, og sender hver onsdag klokken 11:03 i halvtimes udsendelser.

## Udsendelser
De 30 timers dramatik fordeles på ca 10-15 dramaproduktioner. Ofte består en produktion af fire afsnit, der løber over fire uger, hvorefter en ny begynder.
Produktionerne spænder over genrerne dokudrama, historisk drama, klassisk krimi, aktuelt samfundsrelevant drama, samt nogle mere sjældne genrer som science fiction og biografisk drama.
Alle dramaproduktioner opføres på dansk og med danske problemstillinger og danske karakterer centralt i fortællingen. Som public service produkt er det en væsentlig egenskab at henvende sig til en dansk lyttende befolkning og være med til at etablerer bevidsthed om aktuelle samfundsemner.

## Vision
Siden 2007 hvor den nuværende chef Thomas Hedemann blev ansat, har visionen været at Radiodrama skal være modtagerorienteret. Det gode drama er fortællinger for den brede lyttende befolkning, dramatiske stykker der griber alle og ikke ekskluderer sine lyttere ved at være for elitært. De litterære eksperimenter som især blev udfoldet i 60'erne og 90'erne er man gået helt bort fra. I Danmark skal radiodrama være stærk dramatik i øjen- og ørerhøjde med P1s lyttere, og dem der har lyst til at høre radiodrama som stream og podcast.

## Nyere tids historie
Efter at byggeriet af DR Byen i 2004-2006 oversteg budgettet med 1,7 milliarder kroner, blev der skåret drastisk i medarbejderstaben og dermed også i programmernes fremtidige budgetter. Radioens mere bekostelige produktioner, som fx hele montageafdelingen, blev lukket ned og Radiodrama som også havde et højt budget i forhold til sit lyttertal, følte sig lukningstruet for en stund. Radiodrama var i 2007 blevet rykket fra P1 til P2, hvilket havde fået lyttertallet til at rasle ned til 9.000 ugentlige lyttere - det næstlaveste tal nogensinde. Radiodrama fortsatte på et lavere budget og med en erklæring målsætning om at nå flere lyttere. I 2013 er der ca. 60.000-80.000 ugentlige lyttere på P1 og 5.000-10.000 der henter produktionerne som podcast og nogle tusind, der lytter via DR's hjemmeside.

## Kritik af Radiodrama
Siden omlægningen i 2007 har forskellige kræfter i kulturlivet kritiseret Radiodrama for at være blevet for populistisk i sit valg af dramatik. I samme åndedrag er der blevet efterlyst mere af fx 90’ernes mere fordybede enkeltspil, der ansås for at være mere udfordrende i både form og indhold.
Hvor DR Radiodrama tidligere opfattede sig selv som rugekasse for nye dramatikere til teatrene, læner Radiodrama sig nu mere op af tv-serier og film i sit valg af historier og fortællemåder.

## Nye radiodrama-initiativer
Siden Radioteatret gik i luften ved statsradiofoniens fødsel i 1925, har Danmarks Radio haft monopol på mediet. I modsætning til lande som Tyskland, har der i Danmark ikke eksisteret en etableret undergrund eller anden konkurrent der tilbød anden type radiodrama end DRs. Da Radio24syv kom på banen i 2010, meldte de ud af de ville tilbyde en ny type radiodrama. Det er dog endnu ikke kommet til produktioner. I februar 2013 blev der etableret et Radio Drama Netværk i samarbejde med Københavns Universitet og forskningsprojektet LARM (Webside ikke længere tilgængelig). Netværket opstod på baggrund af den spirende interesse for radiodrama, der både spores hos den brede befolkning samt akademiske og kunstneriske kredse. Radio Drama Netværk samler som forening en bred vifte af folk med baggrund i scenekunst, audioproduktion, teater- og lydforskning, der alle har interesse i at styrke og udvikle den iscenesatte lydfortælling ved dels at facilitere produktion af ny lyddramatik, dels at tilgængeliggøre nye såvel som ældre lydproduktioner. Netværket arrangerer en radiodrama-festival i sommeren 2014.

## Radiodramas historie 1925-2013

### 1920’erne: Monopol og opdragelsespligt
Hørespillet bliver født sammen med Danmarks Radio i 1925.
Kammersangeren Emil Holm bliver driftsleder for den danske Statsradiofoni. Han lover at man i de første år vil give danskerne adgang til at høre de store anerkendte teaterværker. Statsradiofoniens monopolstatus bliver fra begyndelsen taget alvorligt, som et ansvar for at opdrage den danske befolkning, ved at give alle landets borgere adgang til teaterdramatik og derigennem kulturel dannelse.
I radioens første leveår står repertoiret derfor på klassiske skuespil fra tiden, både danske og internationalt anerkendte stykker (bl.a. Nej, Fruentimmerskolen og Henrik og Pernille).
Hørespillene bliver til under primitive forhold, studiemæssigt og teknisk, og udsendelserne bliver opført direkte uden mulighed for optagelse. Derfor er der også kun bevaret tekstuelle vidnesbyrd fra tidens hørespil, såsom manuskripter og avisartikler.

### 1930’erne: billedsiden mangler
1931 bliver der udskrevet en hørespilskonkurrence, hvor der indsendes 1396 originale manuskripter. 32 af dem bliver opført i løbet af årtiet, bl.a. H.C. Branners ”Eftermæle” der bliver startskuddet på hans karriere.
Selvom konkurrencen stimulerer opførslen af originale værker, er repertoiret stadig præget af at hørespillet endnu ikke har fundet sin egen radiofoniske lyd. Man opfører mest af alt populære stykker fra bl.a. Det Kgl. Teater, med den brist, at en del af spillet er uforståeligt uden billedsiden.
Der er fokus på at forbedre det tekniske aspekt og kvaliteten af skuespillet, men selve manuskripterne bliver ikke tilpasset hørespillet som selvstændig kunstart.

### 1940’erne: krigstid er fortællingstid
I 1941 flytter radioen fra de primitive lokaler på Axelborg, til store lyse og akustisk tilpassede lokaler i Radiohuset på Rosenørns Allé i Frederiksberg. I 1940 kommer så den tyske besættelse af Danmark, hvilket lægger store dele af kunstlivet øde, men ikke radioteateret. Tværtimod bliver der, i de fem år besættelsen står på, opført et utal af danske stykker, Eventyr på fodrejse, Molboerne, Elverhøj, Sankt Hansaften spil, Axel og Valborg og serien Familien Hansen som fortsætter ud i næste årti og i alt får lavet 903 episoder af den populære familiekrønike. Danskerne samles om radioen for at forsvinde ind i det fiktive afbræk fra den pressede hverdag.
To nye instruktører, Kai Wilton og Edvin Tiemroth, bliver ansat og giver hørespillet en ny lyd.
I 1949 opføres Hundrede Kroner af H.C. Branner, instrueret af Tiemroth. Det bliver det første stykke der optages på bånd. Hundrede kroner er et samfundskritisk stykke der skildrer pengenes magt over det moderne menneske, og stykket giver efterfølgende mange anmeldelser i dagspressen.
1940’erne byder desuden på begyndende optagemuligheder på lakplade, så man kan optage stykkerne og afspille dem senere, hvilket stiller en større vifte skuespiller til rådighed.

### 1950’erne: kriminalserier og diskussion om folkelighed
Forandringerne starter da den nye programchef Henning Rohde tiltræder i 1950 og fortsætter da Felix Nørgaard overtager stillingen i 1953. De sorterer ud i lavkvalitetsspillene og opbygger et radioteater med stærke fortællinger. Rohde spalter radioteatret i to, et litterært-dramatisk radioteater, og et mere folkeligt underholdende radiospil med navnet ”ugens radiospil”. Dog må denne skelnen i betegnelse afskaffes igen, da de forfattere der havner i kategorien radiospil, føler sig degraderede. Siden hedder de to udsendelser begge radioteater, og præsenteres med specifikke genrebeskrivelser der kan spore lytterne ind på formatet.
Flere af DR’s populære krimispil, såsom Gregory-mysteriet i ti afsnit og Siva-skriget i seks afsnit, præger tendensen i 50’erne. Finn Methling er periodens store folkelige radiodramatiker. Han dukker op efter at afdelingen længe har diskuteret hvad der egentlig er folkeligt. I denne søgen er mange blevet afvist, både forfattere der tidligere havde været beskæftiget af statsradiofonien, og nye som Morten Korch der er utilfreds med at han ikke bliver anvendt i radioen. Men Methlings stykker er folkekære på den rigtige måde og han formår at skrive i alt 35 spil for radioteatret med et aktivt virke frem til sin død i 2010.
Op i gennem 50’erne bliver der eksperimenteret med redigering, brug af sceneskift som på film, og reportageagtig spillestil.

### 1960’erne: Det originale hørespils opblomstring
Begyndelsen på årtiet byder på flere store interne diskussioner om hvilken rolle radioteatret bør spille som kulturinstans. Ledelsen og produktionscheferne er uenige. Ledelsen mener at radioteatret (og tv-teatret) skal være folkeligt underholdende og ikke for barskt. Programcheferne vil eksperimentere med bedre kvalitet og intellektuelle stykker som Ionescos Enetime der i 1961 bliver det første absurde stykke i dansk radio. Enetime vækker ramaskrig i ledelsen der forbyder den linje, hvilket medfører at programredaktør Erik Aalbæk Jensen siger sin stilling op. Han kan ikke stå inde for den dramatik der produceres, og vil ikke bære ansvaret.
I 1964 kommer en ny programchef til, han hedder Jørgen Claudi. Under hans ledelse skifter radioteatret fra at have hentet 75 % af stykkerne fra teatret, til nu at hente 75 % at stykkerne i manuskripter, skrevet direkte til hørespillet. På den måde bryder Claudi med afhængigheden af sceneteatret. For Claudi er radioteatret ”det rendyrkede, kompromisløse ordets teater” hvor man kan spille ”suverænt på det måske rigeste kunstneriske instrument, den medskabende fantasi” . Tanken er at radioteatret ikke skal væltes omkuld af det nye fjernsyn, men forstå radiomediets egne unikke kvaliteter, og baserer repertoiret på dem.
Claudi finder sine nye radioforfattere i det litterære miljø og undgår at forsømme den brede lytterskare, ved at der stadig bliver sendt traditionel scenedramatik (bl.a. Karlsens kvarter, H.C. Branners Mørket mellem træerne, Finn Methlings Den vidunderlige hermafrodit) om mandagen på Program 1. Men fredagsudsendelsen på Program 2, bliver en eksperimentalscene, hvor modernismens digtere (Inger Christensen, Svend Åge Madsen, Ulla Ryum m.fl.) kan undersøge ordenes kraft i lange enkeltspil på 60 - 75 min.

### 1970’erne - transportårti og socialrealisme
Tv er blevet allemandseje og folkevandring tager fart fra radiomediet til fjernsynet. Hvor radioteatret i 1966 havde en peak på 120.000 lyttere, var der i 1976 kun 35.000 der lyttede med. Desuden dør den store fornyer af radioteatret, Jørgen Claudi i 1971, og efterfølges af en mindre visionær ledelse . De temaer der finder vej til radioteatret i 70’erne er de samme som resten af samfundet og kulturlivet er optagede af, nemlig de socialrealistiske temaer, generationskonflikter, venstrefløjen, vilkår på fabrikken, det er en slags arbejdspladsrealisme der vinder plads. Formmæssigt er den ikke særlig nyskabende, og mediets formsprog bliver derfor ikke udviklet i perioden. Men stilen har sin kvalitet i at ”den synliggør et stykke af Danmark der havde glimret ved sit fravær i en menneskealder”
Jørgen Claudi dør i 1971 og hans post overgår til Henning Pade. Pade fortsætter samarbejdet med de eksperimenterende forfattere, og holder den kurs som Claudi har udstukket, uden at bibringe nogen egen fornyelse. På den ene side ligner 70’erne på den måde et transportårti der bringer noget med sig fra 60’erne og langsomt går i den retning som først tager sin form i 80’erne. Men 70’erne har alligevel et eget særpræg, nemlig en socialrealistisk tendens, der når radioteatret. Der bliver desuden produceret mere dansk drama, end tidligere. I 1965-66 opføres 13 danske produktioner, mens der ti år senere i 1975-76 opføres 27. Økonomiske nedskæringer og en svagere ledelse gør at nogle af de forfattere der vejede tungt i 60’erne, falder fra, bl.a. Inger Christensen og Cecil Bødker.
Årtiet vigtigste produktion bliver Klaus Rifbjergs familiekrønike ”De beskedne” , en serie på tyve afsnit om den danske families liv der spænder fra den kolde krig og frem til ungdomsoprøret.
Derudover laver Per Højholt og Jørgen Leth konkretlydstykket Lilys tur, Lean Nielsen får opført en følsom krigsbeskrivelse, ”Sangen om kød og maskiner” og den musikalsk inspirerede Ulla Ryum laver sit mest vellykkede drama Den bedrøvede bugtaler. Den vigtigste udenlandske produktion bliver ”Audiens” af Václev Havel, dramatiker men også fremtidig præsident af Tjekkoslovakiet og sidenhen Tjekkiet i årene 1989-2003. ”Audiens” blev oversat og opført på mindre end en uge, en radioteater-tour de force der skyldes af Havel var blevet arrasteret i Prag for sine antikommunistiske holdninger, så mens dagbladene er fyldt med Havels fængsling, byder radioteatret på hans dramatiske og selvbiografiske fortælling om en forfatter der bliver omplaceret til et bryggeri.
Den fornyelse der finder sted, er mere metodisk end indholdsbaseret; to veje gør sig særligt gældende: en dokumentarisk hældning, med optagelser udenfor studiet – on location - og improviserede replikker, og en stereo-teknisk vej hvor der gøres tekniske landvindinger med udnyttelse af to-kanalsystemets muligheder.
Peter Eszterhás, en af årtiets vigtigste instruktører, siger:” Det er noget kættersk noget jeg siger her, men jeg har altid syntes at Ibsen var det værste der nogensinde er sket teateret. Han trak det hele ned på dagligstueplan, siden har vi ikke bestilt andet end af slås med kaffekopper. ”

### 1980’erne: krimi, fantasi og gys
I 1983 overtager Mette Winge lederstolen, og vedtager at 50 % af al radioteaterproduktion skal være kriminalspil. De øvrige 50 % fordeles over et stort spænd af andre genre; fabulerende fortællinger, feministisk drama, søgen efter rødderne og gotiske gys.
I 80’erne bliver der fabuleret indenfor radioteatrets univers. Mark Hebsgaard, en ung debutant, vinder en manuskriptkonkurrence i 1985, og får opført sit stykke ”Himmelhund himmelhund!”, en rum-operette om en hund i universet med musik af Bo Holten. Gerz Feigenberg skriver en skipperskrøne med direkte tale til lytteren, der udspiller sig mellem en forårsvind og et døende cigaretskod, og Steen Kaalø skriver en trilogi om landet og byen, hvor biler kan flyve, hunde kan tale, og en fødsel udfolder sig i en cirkusmetafor.
I 80’erne er Danmark udfordret af nogle problemer der kommer til udtryk i radioteateret. Danmark er blevet medlem af Fællesmarkedet og landbruget har mistet sin aura. Det bliver dramatiseret i "Ved jorden at blive" fra 1981, skrevet af Søren Christian Hansen, en fortælling om en bondefamilies historie over 25 år. Sognet er her blevet en amtskommune og sparekassedirektøren er den nye konge, og det sætter ordsproget ”ved jorden at blive, det tjener os bedst” på en hård prøve. Det er de store spørgsmål der tages op; hvor kommer vi fra, hvor er vi på vej hen, hvad vil de nye generationer, hvad skal der blive af familiens traditioner? Denne form for socialrealisme er populær, og stykket modtager dansk blindesamfunds radiospilspris i ’81, og bliver en stor lyttersucces med diverse genudsendelser.
Der bliver også opført serier om bagsiden af 80’ernes Danmark, bl.a. fortællinger om en kynisk politistat med et hårdt blik på fattigfolket. Bl.a. Tumulten i tugthuset (1986) Flemming Weiss Andersen.
En anden 80’er-tendens er gotiske gys. Undersøgelser af menneskets skyggeside i form af krimier om kontraspioner der forråder deres hjemland, skizofrene der forråder sig selv, og ægte gyserklassikere som Frankenstein, Dr. Jekyll & Mr. Hyde og Dracula, hvor ondskab bliver behandlet som en æstetik der skal finde sin radiofoniske form, hvor uhyggen opstår i lytterens fantasi.
Langsomt kommer radioteatret til hægterne efter 70’ernes nedskæringer. Lytterne kommer tilbage fra et bundniveau i 1981 på 7000 lyttere, til 100.000 lyttere i 1988. Der bliver indspillet mange serier, med store fortællinger om familier i opløsning, middelalderlige dramaer og krigsbearbejdelser. Paradoksalt i en tid hvor den store fortælling er blevet erklæret død. I 80’erne begynder forfatterne også at tage nogle emner op som førhen syntes upassende, bl.a. homoseksualitet, papbørn og papfædre bliver behandlet, men også graviditet og fødsel fra kvindens perspektiv hvilket får kønskampen ind i radioteatret. Charlotte Strandgaard skriver ”Det usynlige vand” som opføres i 1982 og Astrid Saalbach fortsætter kønskampen med ”Skyggernes børn” fra 1983 der handler om abort og kvindens magt over sin egen krop.
Årtiet bringer helt nye tekniske muligheder med sig. I 1985 får man to computerstyrede produktionspulte og båndmaskiner med 24 spor. Derfor kan man nu gemme selv meget komplicerede mix af stemmer, musik og lyde, sådan at de når som helst kan genskabes.

### 1990’erne – mange lederskift og elitære visioner
1990’ernes radiodramatik udnytter radiomediets evne til at bevæge sig ind i menneskets indre eksistentielle dramaer. Muligheden for at springe i tid og rum bliver også udnyttet og således ophæves den tidslige og rumlige forankring, så man frit kan smutte til fortiden eller befinde sig flere steder på en gang. Det er et forsøg på at løsrive sig fra de medier der hidtil har præget radioteatrets udvikling, nemlig i første opgang scenens teater og i de nyere tider også filmens verden. I 1990’erne undersøger det radiofoniske medie sig selv og stiller spørgsmålet, hvad er det vi kan, så hverken teater eller film kan?
Birgitte Hesselaa der er litteraturforsker og dramaturg, siger at det eksistentielle spørgsmål der optager 90’ergenerationens forfattere i høj grad er menneskets ensomhed, især i en kommunikationsbombarderet verden. Men også temaer som meningen med tilværelsen, det gode liv, kærligheden og døden bliver undersøgt. Samfundet er i høj grad blevet et mediesamfund, og i radiodramatikken bliver dette samfund ofte defineret og kommenteret, selvom fortællingernes fokus ligger andetsteds. Tit bliver der sagt ”er der nogen der hører efter, eller: er her nogen?” hvilket er et paradoksalt spørgsmål idet lytteren jo altid er der. Men følelsen er reel, menneskene føler sig alene, uanset hvor mange lyttere, købere, eller andre mennesker de har omkring sig. Til gengæld er der ikke så mange deciderede samfundsbeskrivelser at hente i årtiets radioteater. Socialrealismen er en passeret tematik, og samfundet beskrives nu kun igennem det aftryk det sætter på enkeltindividerne. Et centralt eksempel er Line Knutzons Måvens og Peder i mediernes søgelys der viser hvad der sker med de to venner efter at Måvens pludselig er blevet en kendis.
Ledelse og instruktion: Fra 1989-1991 har radioteatret en fællesledelse af Heino Byrgesen, Jesper Bergmann og Hanne Lemcke Kraa. Fra 1991 – 1993 er lederen Bjørn Lense-Møller. I 1993 overtager Sigvard Bennetzen og sidder på posten frem til årtusindskiftet. I 1992 bliver Solveig Berger ansat som lydtekniker på radioteatret, en post hun fortsat bestrider i dag, hvilket gør hende til den mest erfarne på nutidens radiodrama-hold.
I 90’erne er instruktøren særligt væsentlig for den kunstneriske signatur, og ligeledes er teknikeren. Idealet er at man kun antager manuskripter der har en iboende lydlig ide, og det bliver instruktørens og teknikerens job at frembringe det auditive univers, der kan bære sig selv. De skal være auditive specialister, derfor bruger man ikke længere teaterinstruktører, for man skal kunne frembringe et samlet lydkoncept.
Årtiet byder på nye visioner for hvilken rolle DRs radiodramatik skal spille i kulturlivet. Daværende anmelder på Berlingske Tidende Per Theil (f. 1960) definerer årtiet som radioteatrets renæssance og henviser til Jørgen Claudis lederperiode (64-71) som den seneste storhedstid. Forskellen På Claudis eufori-tid og 90’erne er at budgettet er blevet skåret drastisk i 90’erne, så alt det som man også lavede i Claudis tid (populærdramatik, oversat dramatik og klassiske værker) nu er skåret fra. I 90’erne koncentrerer radioteatret sig kun om at opføre det nye danskproducerede drama, og derved opelske en ny dansk skole.
Radioteatret har et ansvar som public service udbyder, et ansvar for den danske dramatik og for dramatikernes vækstlag. Med sin privilegerede position som ukommerciel platform, kan radioteatret tillade sig at søge efter kvalitet, og kun udsende det, man selv finder værdifuldt, og ikke lade sig påvirke af lyttertal.
Visionen er at radioteatret skal være et sted hvor det finlitterære drama kan slå sine folder og en udrugningscentral for nye dramatikere der sidenhen kan tage deres erfaringer med ind i teaterverdenen. Argumentet for at fokusere produktionen omkring den smalle dramatik er at 90’erne er en tid med tiltagende mængder af det som Per Theil kalder ”let” kultur, og Radioteatret ser det som sit ansvar at tilbyde en modvægt til det lette, ved at stå for det tunge, og dermed også det smalle. Det er således en periode i radioteatrets historie der er stærkt afsenderorienteret, i modsætning til både 80’ernes krav om 50 % krimi, og det nye årtusindes modtagerorienterede strategi.
Radioteatrets brede og smalle perioder afløser hinanden, med den vedvarende tendens, at en lyttermæssig god periode fører til en periode med overskud til at satse på kvalitet, mens en periode der dyrker den rene kvalitet og ikke tager højde for lytterne, afføder et manglende lyttertal der fører til overlevelsesstrategier hvor man satser på krimispil og andet der samler den brede lyttende befolkning.
I modsætning til tidligere årtier, hvor man har lavet mange udenlandske opførsler, meget underholdsnings- og familiedramatik og teateropførsler i radioen, vælger man altså nu at fokusere indsatsen på nyproduceret dansk dramatik i den smalle ende af kulturskalaen. Som Per Theil siger ”vi har friheden til at være elitære – i en tid der nægter at være smal er radioteater et åndehul – og eksponent for ny dansk dramatik.”
Under Bennetzons tid bliver der produceret mange enkeltspil, bl.a. Gaven af Anders Bodelsen, De glade børn af Kim Fupz Aakeson, Søster Midnat af Staffan Valdemar Holm, Sex og sult af Carsten Rudolf, Egernet tilbage til haven af Morti Vizki, Sommerpiger af Erling Jepsen og Måvens og Peder af Line Knutzon.
De første mange årtier har radioteatret defineret sig selv med lån fra andre medier. I begyndelsen teateret, hvor det også - ikke uden grund - blev kaldt den kongelige lytterplads, fordi man hentede meget af ånden og også skuespillerne fra det Kongelige Teater. Siden har radioteatret defineret sig som et filmisk medie, hvor man har leget med miljøet og mikrofonen som en form for kameraføring. Det havde sine højdepunkter i 80’erne, hvor bl.a. Mark Hebsgaard spiller det postmoderne lydrum ud i rumoperetten Himmelhund himmelhund. Samfundet giver os masser at kultur for øjet, og man undersøger, hvad det er radioteatret kan, som teatret ikke kan. I dag må vi spørge os selv; hvad er det radioteatret kan som filmen ikke kan? Radioteatret er i gang med at udforske sig selv som lydmedium og lydens teater. Hvis dette århundrede har været billedets og øjets århundrede, så peger alt, ifølge Per Theil mod at begyndelsen af det næste århundrede vil fokusere på lytningen. Vi er blevet så gode til at bruge øjet, bl.a. med ungdomsgenerationens kulturelle fyrtårn MTV, men vi har i mellemtiden glemt at lytte – til kunsten.
Lyden har mere og mere frigjort sig fra at henvise til en konkret virkelighed. En engelsk teoretiker har skrevet om radioteater at vi oplever meget upræcist når vi hører lyd, vi kan ikke vide hvad en fx knitrende lyd er udtryk for – det er ordet der skal forankre vores oplevelse. Men det gør ikke noget, for lyden kan være forankret i sig selv. Den lydlige tæthed i radiodramatik er blevet meget større, vi får oplevelser på flere forskellige oplevelsesspor. Ordene skal bære betydning og lydene skal bære følelser, men lydene skal ikke kompensere for manglende billeder. Vi skal bruge lydene musikalsk. Man kan lægge dobbelte stemmer på hinanden, en øm version og en ulykkelig, begge indtalt på hinanden eller forskudt som i Morti Vizkis ”Egernet tilbage til haven”. Det er en hel ny måde at lave personkarakteristik på som hverken kan laves i litteratur, teater eller på film. Den samme stemme kan findes i to versioner. Det er et svævende værktøj, som mestres ved at man tænker som en komponist. Alt skal være både betydning og ren lyd.

### 2000’erne – nedskæringer, nye visioner og podcast
I 2001 skifter Radioteateret navn til Radiodrama. Årtiet starter med lave lyttertal, og desuden bliver radiodrama-staben reduceret kraftigt hvilket kulminerer i 2007 hvor Radiodrama rykkes fra P1 til P2 og dermed kommer ned på 9.000 lyttere, det laveste tal siden 1981. Dansk dramatikerforbund erklærer genren død og Dansk Blindesamfund nedlægger deres årlige radiospilspris. Grundet de store DRnedskæringer, lukker hele montageafdelingen på DR og også andre afdelinger der har dyre produktioner, bliver afskediget. Det ser ud til at være enden på radiodramas historie, men det bliver det ikke. For der står skrevet i medieforliget at DR er forpligtet til at producere 30 timers radiodrama årligt til den danske befolkning, og radiodrama får derfor lov til at leve videre, men må forandre sig for at vinde lytterne tilbage. Thomas Hedemann bliver ny chef i 2007, og kommer med det mantra, at Radiodrama skal være radiofortælling for den brede lytterskare og ikke en elitær prestigevirksomhed. Efterhånden kommer lytterne også tilbage og topper med 100.000 ugentlige lyttere i begyndelsen af 2010’erne.
Årtiets første chef er Mikkel Harder Munck-Hansen og efter ham, i 2003, følger Malene Kirkegaard Nielsen frem til 2006. i 2006-2007 er Heino Byrgesen konstituerende chef. I 2007 overtager Thomas Hedemann chefposten, og bestrider den stadigvæk i 2013. Sammen med ham, lukkes der ned for enkeltspil, og formen bliver nu fastlagt til 30 minutters varighed pr afsnit, ofte i fortællinger på 3-4 afsnit.
I de første år laves der overvejende krimiserier og dokudrama, men i løbet af årene åbner man op for variationen. Dog holder det nye radiodrama sig fra de kunstnerisk eksperimenterende stykker og tilstræber den stærke historiefortælling.
I 2008 kommer Radiodrama på podcast og det bliver en ny måde at lytte til radiodrama på. Nu behøver man ikke længere sidde klar ved sin radio, men kan tage en dramatisk fortælling med sig når man skal ud og gå en tur eller mens man solbader på stranden. Det betyder stigende lyttertal for Radiodrama. Et sted mellem 5.000 og 10.000 henter og lytter til radiodramas podcasts hver uge, hvilket svarer til ca. 8 % af lytterandelen.